# Peter Farazijn
Peter Farazijn (* 27. Januar 1969 in Diksmuide) ist ein ehemaliger belgischer Radrennfahrer.

## Karriere
Farazijn war im Straßenradsport aktiv und konnte durch einige gute Ergebnisse 1990, wie z. B. zweite Plätze beim De Vlaamse Pijl oder beim Omloop Het Nieuwsblad espoirs, als Stagiare beim Team Weinmann-SMN-Uster starten. 1991 wechselte er regulär als Profi in das selbige Team. 1992 fuhr er eine Saison für das Team Telekom. 1993 wechselte er in das Team Lotto-Belgacom, wo er hauptsächlich Helferdienste für Andreï Tchmil und Frank Vandenbroucke verrichtete. 1994 erzielte er seinen einzigen Sieg als Profi beim Grand Prix de Wallonie. Zwischen 1995 und 1998 gab es keine nennenswerten Ergebnisse zu erwähnen, außer dem dritten Platz bei der Andalusien-Rundfahrt 1999. Ab 1999 wechselte Farazijn zum Team Cofidis. 2000 absolvierte er seine erfolgreichste Saison und konnte hier Platz 6 bei der La Flèche Wallonne, Platz 8 bei Gent–Wevelgem, Platz 10 bei der Clásica San Sebastián und Platz 12 bei Lüttich–Bastogne–Lüttich erzielen. 2001 wurde er Zweiter bei Le Samyn und Neunter beim Japan Cup. 2002 erwirkte er Platz 6 beim E3 Harelbeke und Platz 12 bei den Vier Tage von Dünkirchen. 2003 konnte Farazijn Platz 6 bei der Tour de Wallonie und Platz 7 beim Omloop Het Volk erreichen. Sportlich enthielt die Saison 2004 keine nennenswerten sportlichen Resultate, gleichwohl beinhaltet sie eine Anekdote über Farazijn. Er wurde für die Tour de France 2004 nicht nominiert und war zum Start der Tour de France als Zuschauer bei einer Rally-Veranstaltung in Ypern unterwegs. Da sich sein Teamkollege Matthew White bei der Erkundung der Prologstrecke bei einem Sturz das Schlüsselbein gebrochen hatte, wurde er kurzfristig nachnominiert und startete wenige Stunden später bei der Tour. Nach der Saison 2005 beendete er seine Karriere als Profi. Nach seiner sportlichen Karriere begann er als Busfahrer bei De Lijn zu arbeiten.

## Familie
Farazijn ist mit seiner Frau Sybille verheiratet und hat zwei Kinder. Sein Sohn Maxime war von 2016 bis 2018 ebenfalls Profi beim Team Sport Vlaanderen-Baloise. Seine Tochter Pauline Farazijn ist auch im Radsport beruflich engagiert und war von 2018 bis 2023 bei Soudal Quick-Step und seit 2024 als Pressesprecher bei Lotto Dstny tätig.

## Erfolge
1994
- Grand Prix de Wallonie